# Honda F1
Honda Racing F1 Team byla japonská automobilová stáj formule 1 firmy Honda, která se účastnila závodů Mistrovství světa formule 1. Honda debutovala v mistrovství světa v roce 1964, ovšem po čtyřech letech, v roce 1968, své účinkování ve formuli 1 ukončila. Pokračující tým sídlil v anglickém Brackley a využíval zde bývalou výrobnu týmu BAR, který odkoupila v roce 2005. Motory byly vyráběny v japonském Točigi.
V roce 2005 byly vozy Hondy zbarveny bíle, tak jako v šedesátých letech. Na konci roku 2008 Honda ohlásila pravděpodobný konec ve Formuli 1. Tým koupil dosavadní šéf Ross Brawn a přejmenoval ho na Brawn GP.

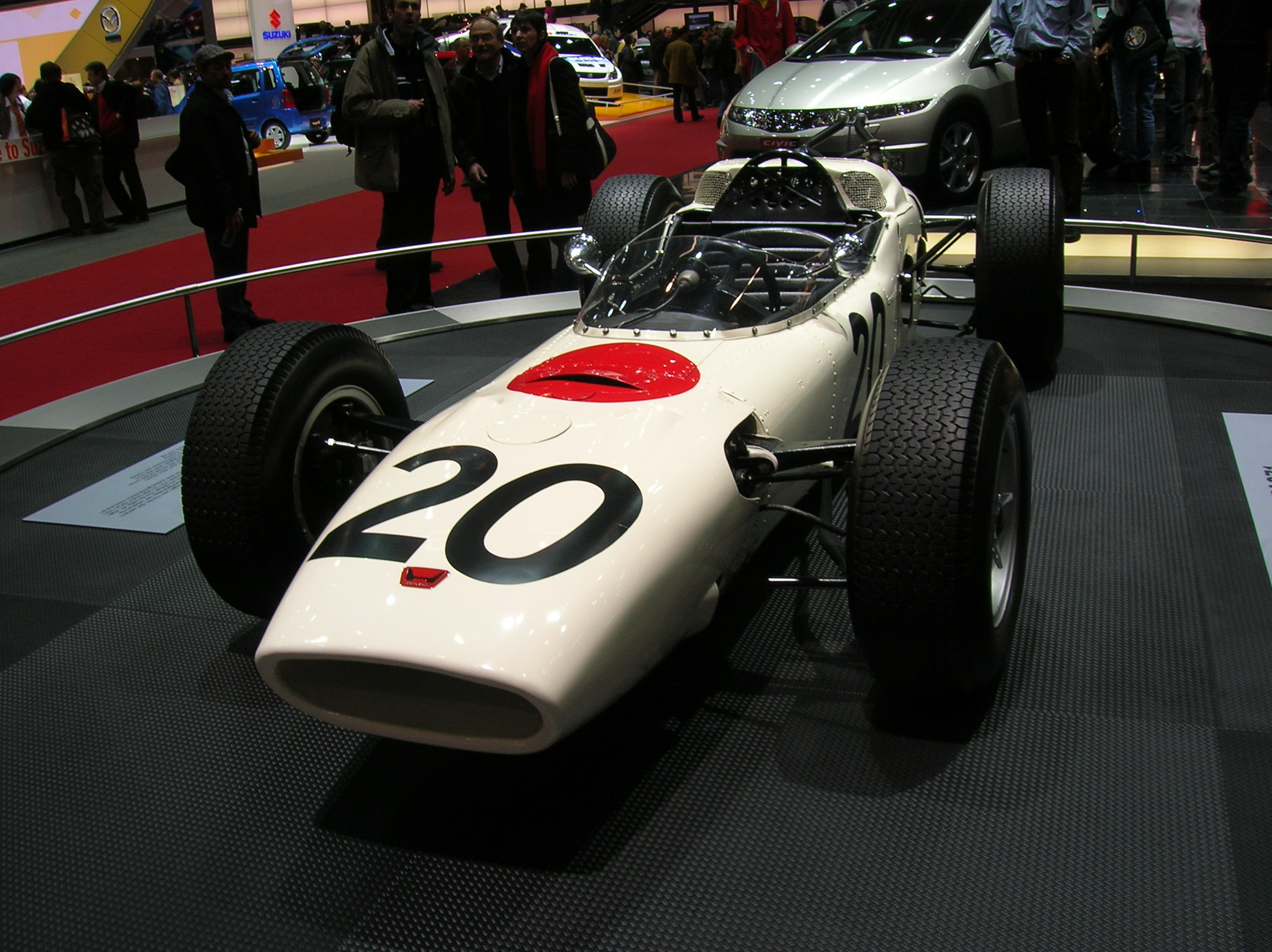
První vůz Hondy ve formuli 1, typ RA271.

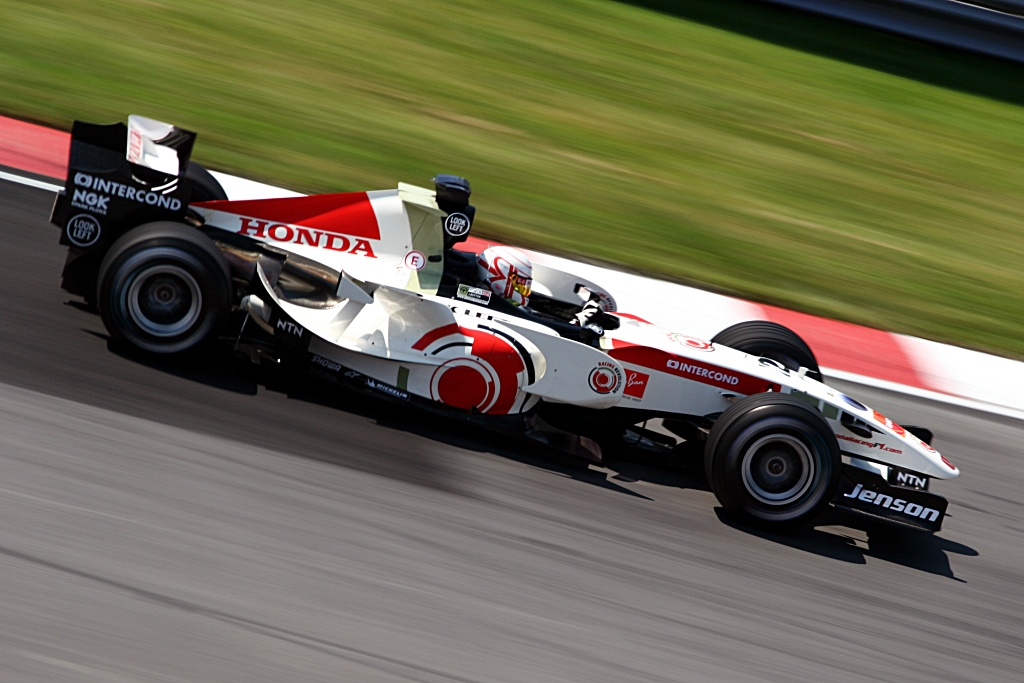
Jenson Button při kanadské Grand Prix v roce 2006 s vozem RA106.

## Sezona 2007
Smlouva o sponzorství týmu Honda, tabákovou společností British American Tobacco (Lucky Strike) musela být před začátkem sezony 2007 ukončena, kvůli zákazu tabákové reklamy v zemích Evropské unie. Což mimo jiné umožnilo dát týmu novou image, která odráží celkové ekologické smýšlení Hondy. 26. ledna byl představen nový barevný design Hondy, zobrazující planetu Zemi na černém pozadí vesmíru. Na zadním křídle je napsána adresa webu týkajícího se uvědomění si problémů životního prostředí, MyEarthDream.com. Tato stránka byla zprovozněna bezprostředně po představení nového vozu. Reakce na novou image Hondy ve formuli 1 byly různé, např. hnutí Greenpeace zdůraznilo jak si Honda protiřečí a ukázalo jak ve skutečnosti formule znečišťuje okolní prostředí.

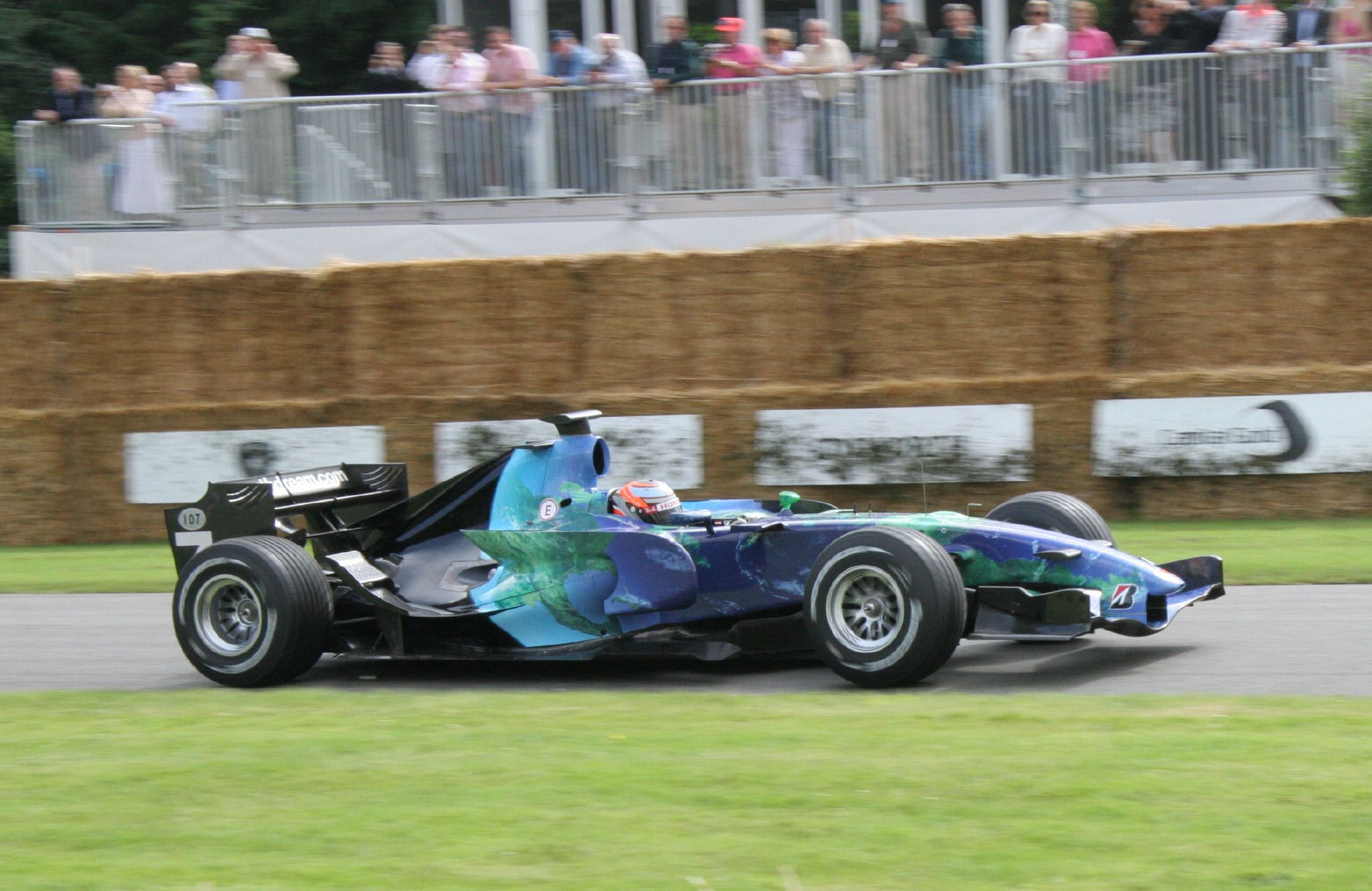
Christian Klien při Festivalu rychlosti v Goodwoodu v roce 2007, s vozem RA107 s novým designem.

Výkonnost týmu v předsezónních testech byla různorodá a Jenson Button naléhal, aby se vozy rapidně zlepšily. V australské grand prix se naprosto potvrdilo, že nová RA107 postrádá rychlost. Button se kvalifikoval na 14. a Barrichello až na 17. místě (s velkou ztrátou na svůj sesterský tým Super Aguri, jejichž vůz je prakticky kopie loňského modelu Hondy RA106). Barrichello nakonec dokázal dojet na 11. místě, Button skončil na 15. místě poté, co byl penalizován průjezdem pit lane.
Honda nedokázala během prvních sedmi závodů získat jediný bod, což bylo pro tým s tak velkými ambicemi katastrofou. Nejlepším umístěním bylo 10. místo Rubense Barrichella ve Španělsku a Monaku. První bod tým získal až ve Francii zásluhou Jensona Buttona, který skončil na 8. místě.
Kvůli pokračujícím problémům s aerodynamikou začala Honda v červenci budovat nový tým techniků. Novým šéfem aerodynamiků se stal Loic Bigois, se kterým přišel z Williamsu ještě jeho asistent Francois Martinet. Dalšími posilami by se na konci roku nebo na začátku příští sezony měly stát Jörg Zander a John Owen z BMW Sauber. 19. července bylo potvrzeno, že Barrichello a Button budou v příští sezoně také závodit v Hondě.
V nejhorší sezoně v dosavadní historii týmu, Honda získala zásluhou Jensona Buttona pouze 6 bodů a v celkovém hodnocení týmů obsadila 8. místo.

## Kompletní výsledky ve Formuli 1
| Legenda k tabulce | Legenda k tabulce                                                                       |
| Barva             | Výsledek                                                                                |
| ----------------- | --------------------------------------------------------------------------------------- |
| Zlatá             | Vítěz                                                                                   |
| Stříbrná          | 2. místo                                                                                |
| Bronzová          | 3. místo                                                                                |
| Zelená            | Bodované umístění                                                                       |
| Modrá             | Nebodované umístění                                                                     |
| Modrá             | Dokončil neklasifikován (NC)                                                            |
| Fialová           | Odstoupil (Ret)                                                                         |
| Červená           | Nekvalifikoval se (DNQ)                                                                 |
| Červená           | Nepředkvalifikoval se (DNPQ)                                                            |
| Černá             | Diskvalifikován (DSQ)                                                                   |
| Bílá              | Nestartoval (DNS)                                                                       |
| Bílá              | Závod zrušen (C)                                                                        |
| Světle modrá      | Pouze trénoval (PO)                                                                     |
| Světle modrá      | Páteční testovací jezdec (TD)                                                           |
| Bez barvy         | Netrénoval (DNP)                                                                        |
| Bez barvy         | Vyřazen (EX)                                                                            |
| Bez barvy         | Nepřijel (DNA)                                                                          |
| Bez barvy         | Odvolal účast (WD)                                                                      |
| Bez barvy         | Nezúčastnil se (prázdné)                                                                |
| Označení          | Význam                                                                                  |
| Tučnost           | Pole position                                                                           |
| Kurzíva           | Nejrychlejší kolo                                                                       |
| †                 | Jezdec nedojel do cíle, ale byl klasifikován, protože odjel více než 90 % délky závodu. |
| ‡                 | Byl udělován poloviční počet bodů, protože bylo odjeto méně než 75 % délky závodu.      |
| Horní index       | Umístění bodujících jezdců ve sprintu                                                   |

| Rok                                                           | Šasi  | Motor          | Pneu | Jezdci             | 1   | 2   | 3   | 4   | 5   | 6   | 7   | 8   | 9   | 10  | 11  | 12  | 13  | 14  | 15  | 16  | 17  | 18  | Body | Umístění |
| ------------------------------------------------------------- | ----- | -------------- | ---- | ------------------ | --- | --- | --- | --- | --- | --- | --- | --- | --- | --- | --- | --- | --- | --- | --- | --- | --- | --- | ---- | -------- |
| 1964                                                          | RA271 | RA271E 1.5 V12 | D    |                    | MON | NED | BEL | FRA | GBR | GER | AUT | ITA | USA | MEX |     |     |     |     |     |     |     |     | 0    | —        |
| 1964                                                          | RA271 | RA271E 1.5 V12 | D    | Ronnie Bucknum     |     |     |     |     |     | 13  |     | Ret | Ret |     |     |     |     |     |     |     |     |     | 0    | —        |
| 1965                                                          | RA272 | RA272E 1.5 V12 | G    |                    | RSA | MON | BEL | FRA | GBR | NED | GER | ITA | USA | MEX |     |     |     |     |     |     |     |     | 11   | 6. místo |
| 1965                                                          | RA272 | RA272E 1.5 V12 | G    | Richie Ginther     |     | Ret | 6   | Ret | Ret | 6   |     | 14  | 7   | 1   |     |     |     |     |     |     |     |     | 11   | 6. místo |
| 1965                                                          | RA272 | RA272E 1.5 V12 | G    | Ronnie Bucknum     |     | Ret | Ret | Ret |     |     |     | Ret | 13  | 5   |     |     |     |     |     |     |     |     | 11   | 6. místo |
| 1966                                                          | RA273 | RA273E 3.0 V12 | G    |                    | MON | BEL | FRA | GBR | NED | GER | ITA | USA | MEX |     |     |     |     |     |     |     |     |     | 3    | 8. místo |
| 1966                                                          | RA273 | RA273E 3.0 V12 | G    | Richie Ginther     |     |     |     |     |     |     | Ret | NC  | 4   |     |     |     |     |     |     |     |     |     | 3    | 8. místo |
| 1966                                                          | RA273 | RA273E 3.0 V12 | G    | Ronnie Bucknum     |     |     |     |     |     |     |     | Ret | 8   |     |     |     |     |     |     |     |     |     | 3    | 8. místo |
| 1967                                                          | RA273 | RA273E 3.0 V12 | F    |                    | RSA | MON | NED | BEL | FRA | GBR | GER | CAN | ITA | USA | MEX |     |     |     |     |     |     |     | 20   | 4. místo |
| 1967                                                          | RA273 | RA273E 3.0 V12 | F    | John Surtees       | 3   | Ret | Ret | Ret |     | 6   | 4   |     |     |     |     |     |     |     |     |     |     |     | 20   | 4. místo |
| 1967                                                          | RA300 | RA273E 3.0 V12 | F    | John Surtees       |     |     |     |     |     |     |     |     | 1   | Ret | 4   |     |     |     |     |     |     |     | 20   | 4. místo |
| 1968                                                          | RA300 | RA273E 3.0 V12 | F    |                    | RSA | ESP | MON | BEL | NED | FRA | GBR | GER | ITA | CAN | USA | MEX |     |     |     |     |     |     | 14   | 6. místo |
| 1968                                                          | RA300 | RA273E 3.0 V12 | F    | John Surtees       | 8   |     |     |     |     |     |     |     |     |     |     |     |     |     |     |     |     |     | 14   | 6. místo |
| 1968                                                          | RA301 | RA301E 3.0 V12 | F    | John Surtees       |     | Ret | Ret | Ret | Ret | 2   | 5   | Ret | Ret | Ret | 3   | Ret |     |     |     |     |     |     | 14   | 6. místo |
| 1968                                                          | RA301 | RA301E 3.0 V12 | F    | David Hobbs        |     |     |     |     |     |     |     |     | Ret |     |     |     |     |     |     |     |     |     | 14   | 6. místo |
| 1968                                                          | RA302 | RA302E 3.0 V8  | F    | Jo Schlesser       |     |     |     |     |     | Ret |     |     |     |     |     |     |     |     |     |     |     |     | 14   | 6. místo |
| 1969 – 2005: Honda se neúčastnila Formule 1 jako konstruktor. |       |                |      |                    |     |     |     |     |     |     |     |     |     |     |     |     |     |     |     |     |     |     |      |          |
| 2006                                                          | RA106 | RA806E 2.4 V8  | M    |                    | BHR | MAL | AUS | SMR | EUR | ESP | MON | GBR | CAN | USA | FRA | GER | HUN | TUR | ITA | CHN | JPN | BRA | 86   | 4. místo |
| 2006                                                          | RA106 | RA806E 2.4 V8  | M    | Rubens Barrichello | 15  | 10  | 7   | 10  | 5   | 7   | 4   | 10  | Ret | 6   | Ret | Ret | 4   | 8   | 6   | 6   | 12  | 7   | 86   | 4. místo |
| 2006                                                          | RA106 | RA806E 2.4 V8  | M    | Jenson Button      | 4   | 3   | 10† | 7   | Ret | 6   | 11  | Ret | 9   | Ret | Ret | 4   | 1   | 4   | 5   | 4   | 4   | 3   | 86   | 4. místo |
| 2007                                                          | RA107 | RA807E 2.4 V8  | B    |                    | AUS | MAL | BHR | ESP | MON | CAN | USA | FRA | GBR | EUR | HUN | TUR | ITA | BEL | JPN | CHN | BRA |     | 6    | 8. místo |
| 2007                                                          | RA107 | RA807E 2.4 V8  | B    | Jenson Button      | 15  | 12  | Ret | 12  | 11  | Ret | 12  | 8   | 10  | Ret | Ret | 13  | 8   | Ret | 11† | 5   | Ret |     | 6    | 8. místo |
| 2007                                                          | RA107 | RA807E 2.4 V8  | B    | Rubens Barrichello | 11  | 11  | 13  | 10  | 10  | 12  | Ret | 11  | 9   | 11  | 18  | 17  | 10  | 13  | 10  | 15  | Ret |     | 6    | 8. místo |
| 2008                                                          | RA108 | RA808E 2.4 V8  | B    |                    | AUS | MAL | BHR | ESP | TUR | MON | CAN | FRA | GBR | GER | HUN | EUR | BEL | ITA | SIN | JPN | CHN | BRA | 14   | 9. místo |
| 2008                                                          | RA108 | RA808E 2.4 V8  | B    | Jenson Button      | Ret | 10  | Ret | 6   | 11  | 11  | 11  | Ret | Ret | 17  | 12  | 13  | 15  | 15  | 9   | 14  | 16  | 13  | 14   | 9. místo |
| 2008                                                          | RA108 | RA808E 2.4 V8  | B    | Rubens Barrichello | DSQ | 13  | 11  | Ret | 14  | 6   | 7   | 14  | 3   | Ret | 16  | 16  | Ret | 17  | Ret | 13  | 11  | 15  | 14   | 9. místo |